# Mridang
Le mridang est un instrument de musique d’Inde faisant partie des tambours en tonneau à percussions digitales, de forme oblongue, à deux faces.
Ce terme sanskrit, utilisé aussi bien en musique carnatique qu'hindoustanie, désigne une famille d'instruments similaires n'existant que dans le sous-continent indien. Cette particularité provient de la pastille noire (soru, karanai ou syâhi) appliquée sur la face aiguë, permettant un accord des harmoniques, et la présence d'une pâte (ravai) de farine ou de semoule sur la face grave, permettant l'accord avec l'autre. 
La présence de celles-ci indique que l'instrument est destiné à jouer la musique des dieux ; d'après la légende, Brahmâ serait le créateur du mridang et Ganesh son premier instrumentiste. Hanumân est aussi réputé pour en jouer. Le mridang est ainsi l'instrument des dieux : Deva vaadyam. Comme il est sacré, on le « nourrit » en lui donnant des offrandes alimentaires, on l'habille de tissus chamarrés, et on fait une prière avant de le toucher tout en allumant un bâton d'encens pour purifier l'atmosphère : ce rituel est universel aujourd'hui encore.
On dénombre sept types de mridang, joués soit en solo soit en ensemble, soit accompagnant musique ou danse :

## Lemridangam
Vieux de 2000 ans, c'est l'ancêtre de la famille (attesté par le traité Nâtya-shâstra de Bhârata et les culptures du stûpa de Bharhut), joué comme instrument d'accompagnement rythmique principal de la danse classique bharata natyam et des chants religieux kâlaksêpam, du sud de l’Inde. Au XIXe siècle, il a été intégré au concert de la musique carnatique. Son nom provient de mrid, « terre » et ang, « corps », ce qui indique qu'il était sans doute autrefois fabriqué en terre cuite (ou qu'on y appliquait de l'argile pour l'accorder). 
Le mridangam serait à l'origine du langage des hommes. En effet, chacune des 14 à 22 frappes du mridangam correspond à une onomatopée (solkattu). La première leçon est « Tha - Dhi - Tom - Nam ». Ce langage est universellement appris par les instrumentistes a travers le sangeetham.

### Facture

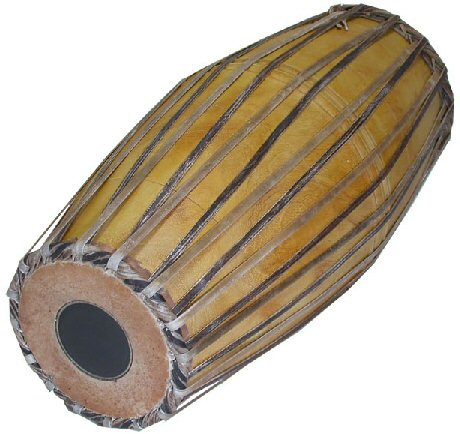
Mridangam

Aujourd'hui, on le fait en bois jaune de jacquier, d'une seule pièce oblongue de 52 à 62 cm de long et environ 21 à 25 cm de diamètre.
La bouche droite (17 cm) comporte une succession[pas clair] de trois peaux épaisses : deux de singe (parfois de chèvre) et une de veau (ou vachette), avec une pastille noire (karanai) permanente en leur centre, provenant d'une applique d'un mélange (masala) de riz bouilli et de poudre de manganèse (dont l'absence de magnétisme est préférée au fer). Semblable à celle que l'on trouve sur le tablâ, elle permet une grande variété de sonorités et d'harmoniques et permet d'accorder l'instrument. De petits morceaux de roseau sont glissés entre les peaux pour donner le « buzz » caractéristique de cet instrument.
Sur la bouche de gauche (20 cm) se trouve une succession de trois peaux également : une de singe (ou chèvre) et deux de veau (ou buffle), taillées. Le musicien y applique momentanément une petite pâte (ravai) de semoule ou de riz humide, à chaque concert, pour parfaire l'accord. Les peaux sont acoustiquement solidaires et quand on en frappe une, l'autre résonne.
Les deux ensembles de peaux sont reliés l'un à l'autre et tendus par des lanières de cuir de buffle. Il n'y a que rarement des petits barillets de bois coincés entre celles-ci, à l'instar des tablâs. L'accord de l'instrument se fait avec une grosse pierre en forme d'œuf et un petit bout de bois. On pose l'instrument à la verticale, la face droite en l'air, et on pose le bout de bois sur chacun des points de jonction entre les lanières et les peaux. On martèle ensuite avec la pierre. On peut varier la fondamentale de l'instrument d'environ trois notes  (Do à Mi pour les plus petits et Fa à La pour les plus grands).

### Jeu

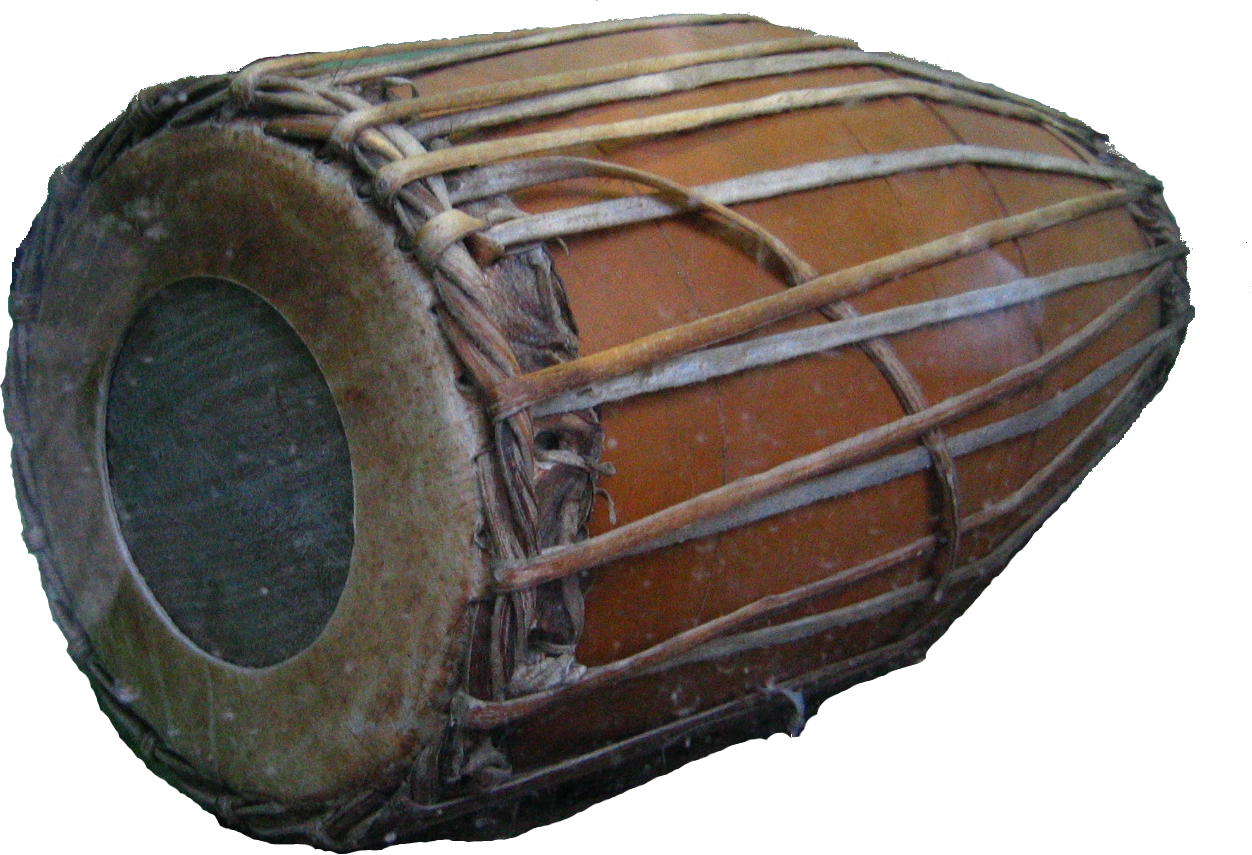
Mridangam : face arrière

Le joueur étant assis par terre, l'instrument, couché sur un de ses pieds replié, a la face principale légèrement surélevée, alors que l'autre repose par terre. Un droitier joue avec les doigts de la main droite sur la plus petite face qui produit les sonorités les plus aiguës et qui suit la mélodie alors que la main gauche produit les sons les plus graves avec la face plus large et martèle le rythme. De rares fois, l'instrument est joué debout, porté par la nuque grâce à une lanière, mais en général il est légèrement différent et porte un autre nom. En concert, la face avec le karanai doit toujours être visible par les spectateurs et le percussionniste se place donc à la droite du chanteur.
Le jeu est entièrement improvisé. C'est l'extrême difficulté de cet instrument. Alors que la musique indienne est très savante, notamment en rythmique, et qu'elle ajoute la notion de cycle à celui de rythme, le joueur doit pourtant à la fois marquer celui-ci et suivre le musicien principal. Ainsi un rythme binaire, que nous qualifierons à deux ou quatre temps, sera en fait pour les Indiens un rythme à huit temps cyclique (adi-tâla). Alors que le joueur de tablâ se contente de jouer et réciter ce qu'il connaît par cœur, le joueur de mridangam s'interdit une telle pratique : il improvise selon les phases rythmiques, tout en plaçant au sein de celles-ci des éléments préappris. Ceci explique la grande versatilité de cet instrument qui d'un coup passe à l'intérieur d'un rythme à huit temps, en un autre cycle à sept, neuf, six ou seize temps.
Bien qu'il soit destiné à l'accompagnement musical, il existe des performances en solo, ou en ensemble de percussions (tâni avartam). Pendant longtemps il a été interdit aux femmes. Il existe plusieurs écoles fameuses en Inde, notamment celle de Tanjore, de Palghat et de Pudukottai.

## Lepakhâwaj
Apparu vers le XVe siècle, en Inde du Nord, le pakhâwaj (« tambour couché ») est plus grand et plus sonore (comme le tonnerre) que son ancêtre, car il a été adapté à la musique de cour des empereurs moghols et à une population grandissante dans les temples. 
Long de 70 cm avec un diamètre de 20 cm (face aiguë) à 30 cm (face grave), sa structure ressemble à celle du mridangam. Taillé d'une pièce dans du bois de tun ou de sesame, il est recouvert de la même succession de peaux. Celles-ci sont toutefois moins épaisses, notamment sur les bords, et la chèvre remplace le singe. 
La pastille noire (syâhi) est ici faite avec du riz et de la poudre de fer, comme celle des tablâs. L'autre face est elle enduite d'une grosse pâte humide de farine de froment permettant une baisse d'une octave de l'accord. Le « buzz » est ici obtenu en glissant un fil de soie (appelé « la vie ») entre les peaux de la face aiguë.
Les lanières sont en cuir de chameau. Des barillets coincés entre elles facilitent l'accordage obtenu avec un marteau en métal.
Le pakhâwaj se jouait exclusivement dans les temples au départ, accompagnant les bhajans. Ensuite, il a accompagné les musiciens de dhrupad. Comme le mridangam, il a son propre langage, dont les premières syllabes sont : « tha - dhi - thom - na ». Il se situe entre celui du mridangam et celui des tablâs. Le rythme de base ici est à douze (dhrupad ou chautaal) ou quatorze temps (dhamâr). Le jeu est semi improvisé car l'exécutant joue d'entrée des formules apprises (theka) déclinant le rythme et ses temps (forts ou faibles), mais est très vite obligé de s'en libérer pour suivre le vocaliste. Aujourd'hui, il n'y a plus que quelques maîtres de cet instrument qui a quasi disparu en raison du déclin de ce style musical très ardu. Les tablâs l'ont en effet remplacé car ils sont plus agiles et moins sonores. La légende veut qu'ils proviennent d'un pakhâwaj cassé en deux...

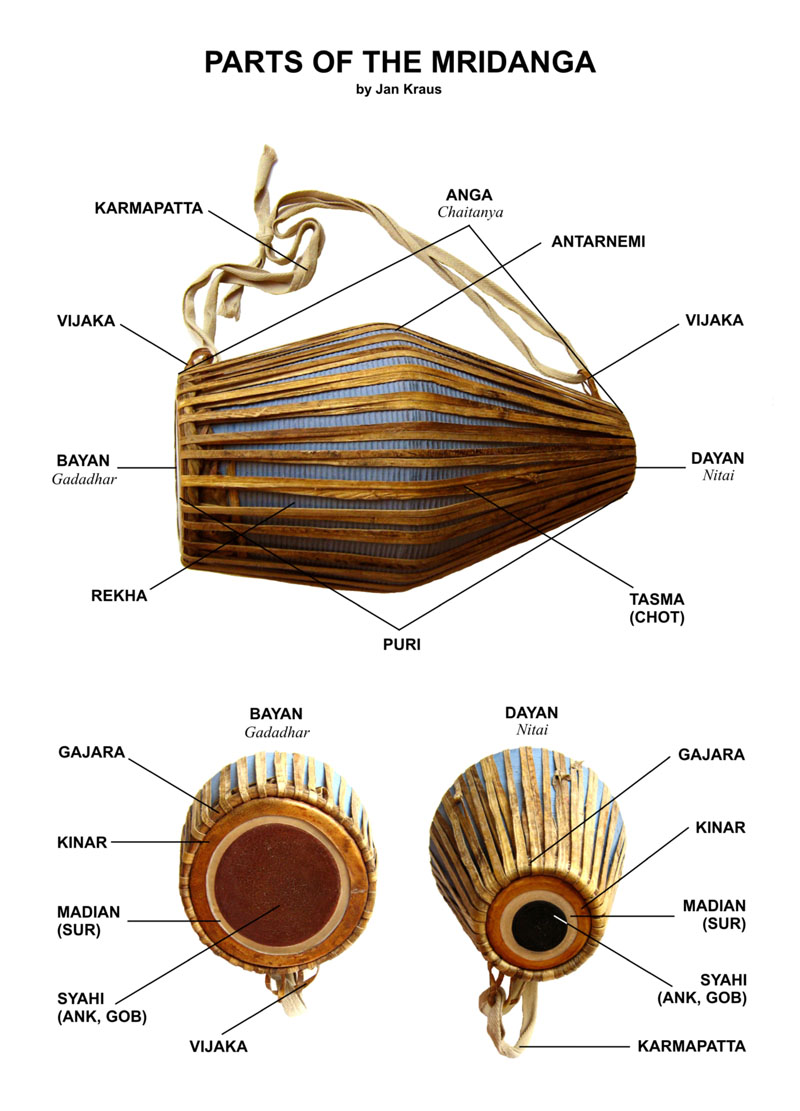
Partie du mridang.

## Lepakhâwajorissi
Il s'agit d'une version de pakhâwaj développée dans cette région orientale uniquement pour accompagner la danse (on l'écrit aussi odissi). Il est un peu plus petit.

## Lemridangnépalais
Aussi appelé pashima, il est produit en des tailles très variables et est utilisé toujours debout (soutenu par une lanière), notamment dans les fêtes. Il semble avoir perdu son caractère sacré malgré son grand âge et malgré la ferveur du peuple népalais. Il est ainsi devenu le tambour d'usage courant, remplaçant le dhol, y compris pour les usages les plus profanes.  

## Lemadal
Il ressemble au khol pour ses nombreuses lanières de cuir tenant les peaux, mais il a la forme d'un cône sectionné au lieu d'être bombé en son centre. De ce fait, les bouches sont beaucoup plus larges, et comportent aussi la pâte noire. Il est utilisé dans la musique folklorique en Inde et au Népal.

## Lekholbengali

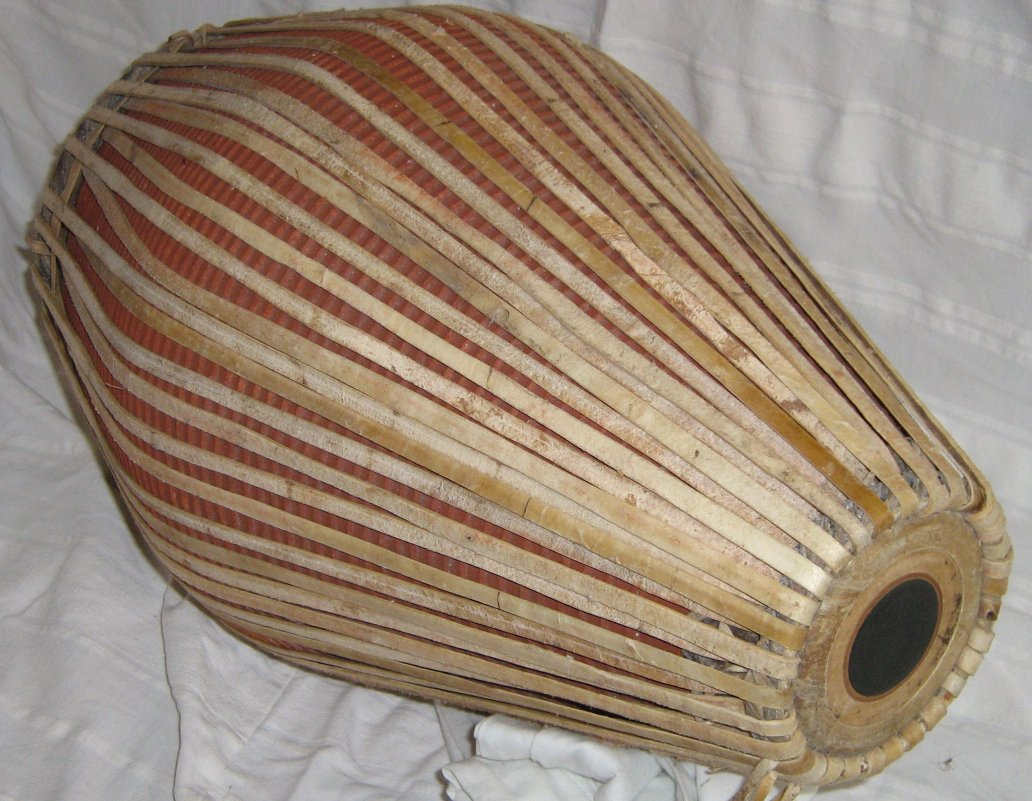
Khol

C'est une version originale de l'est de l’Inde. Il est long comme un mridangam, mais ses faces sont disproportionnées : l'une à droite, est minuscule (7 cm) et l'autre à gauche, est énorme (30 cm). L'instrument est en terre cuite, et donc très fragile, mais très léger, et très sonore. 
Si on retrouve la pastille noire à droite, elle n'émet en revanche aucun « buzz » et ne subit pas les frappes claquées si caractéristiques. En revanche, on n'applique aucune pâte à gauche. En effet, il s'y trouve une pastille noire (ou brune) permanente, mais elle peut être aussi placée à l'intérieur de la peau ! De ce fait s'offre une nouvelle possibilité de jeu, similaire à celle du baya (tambour basse) du tablâ : on peut utiliser des glissandos du poignet sur la peau et en variant la pression, obtenir un son plus ou moins long du genre : « woop ».
Le nombre de lanières reliant les deux peaux est beaucoup plus important, afin de protéger la caisse de résonance. On n'accorde pas cet instrument à l'aide d'une action mécanique (coup), mais à l'aide d'une réaction physique : on chauffe l'instrument pour monter l'accord.
Le khol accompagne les bhajans et les kirtans, les chants religieux dérivés du dhrupad. Il se joue souvent debout et son apprentissage est plus empirique que scientifique. Il est aussi utilisé par les musiciens errants, les bauls. On le retrouve aussi en Orissa et en Assam.

## Lepungmanipuri
Appelé aussi dhak, il est plus petit que ses cousins et plus primitif dans sa conception. C'est un instrument devenu populaire pour l'accompagnement des fêtes religieuses et des danses. Il a beaucoup de lanières, à la manière du khol, mais est en bois et ses faces ont la même taille. Il se joue debout, attaché à la nuque, et fait partie de la danse puisque les musiciens se mêlent aux danseurs. Il semble même acquérir une sacralité par lui-même. 